# Мишино (Шольский сельсовет, у д. Мартыново)
Мишино — деревня в Белозерском районе Вологодской области.
Входит в состав Шольского сельского поселения, с точки зрения административно-территориального деления — в Шольский сельсовет.
Расстояние по автодороге до районного центра Белозерска составляет 126 км, до центра муниципального образования села Зубово — 23 км. Ближайшие населённые пункты — Линяково, Мартыново, Поповка.